# جورج بولاک (بازیکن فوتبال)
جورج بولاک (انگلیسی: George Bullock; ۲۲ ژانویهٔ ۱۹۱۶ – ۳۱ مهٔ ۱۹۴۳) بازیکن فوتبال اهل انگلستان بود.
از باشگاه‌هایی که در آن بازی کرده‌است می‌توان به باشگاه فوتبال بارنزلی اشاره کرد.